# NGC 6799
NGC 6799 este o galaxie situată în constelația Telescopul. A fost descoperită în 9 iulie 1834 de către John Herschel. Se află la o distanță de 48,53 de megaparseci de Pământ.